# Jenny Longuet

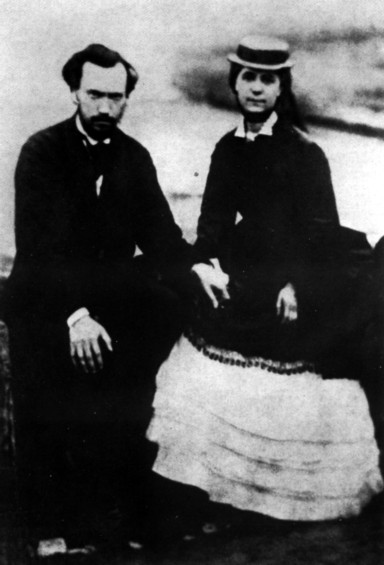
Jenny Longuet wraz z mężem, 1870

Jenny Caroline Longuet (ur. 1 maja 1844 w Paryżu, zm. 11 stycznia 1883) – niemiecka działaczka socjalistyczna, pierwsze dziecko Jenny von Westphalen i Karola Marksa.

## Życiorys
W latach siedemdziesiątych i osiemdziesiątych XIX wieku pisała do francuskiej gazety Marsylianka. W 1872 wyszła za mąż za Charlesa Longueta, mieli pięciu synów i córkę. Zmarła 11 stycznia 1883. Prawdopodobnie chorowała na raka pęcherza moczowego.